# Liste de personnalités nées à Tcheliabinsk
Liste de personnalités nées à Tcheliabinsk, en Russie.

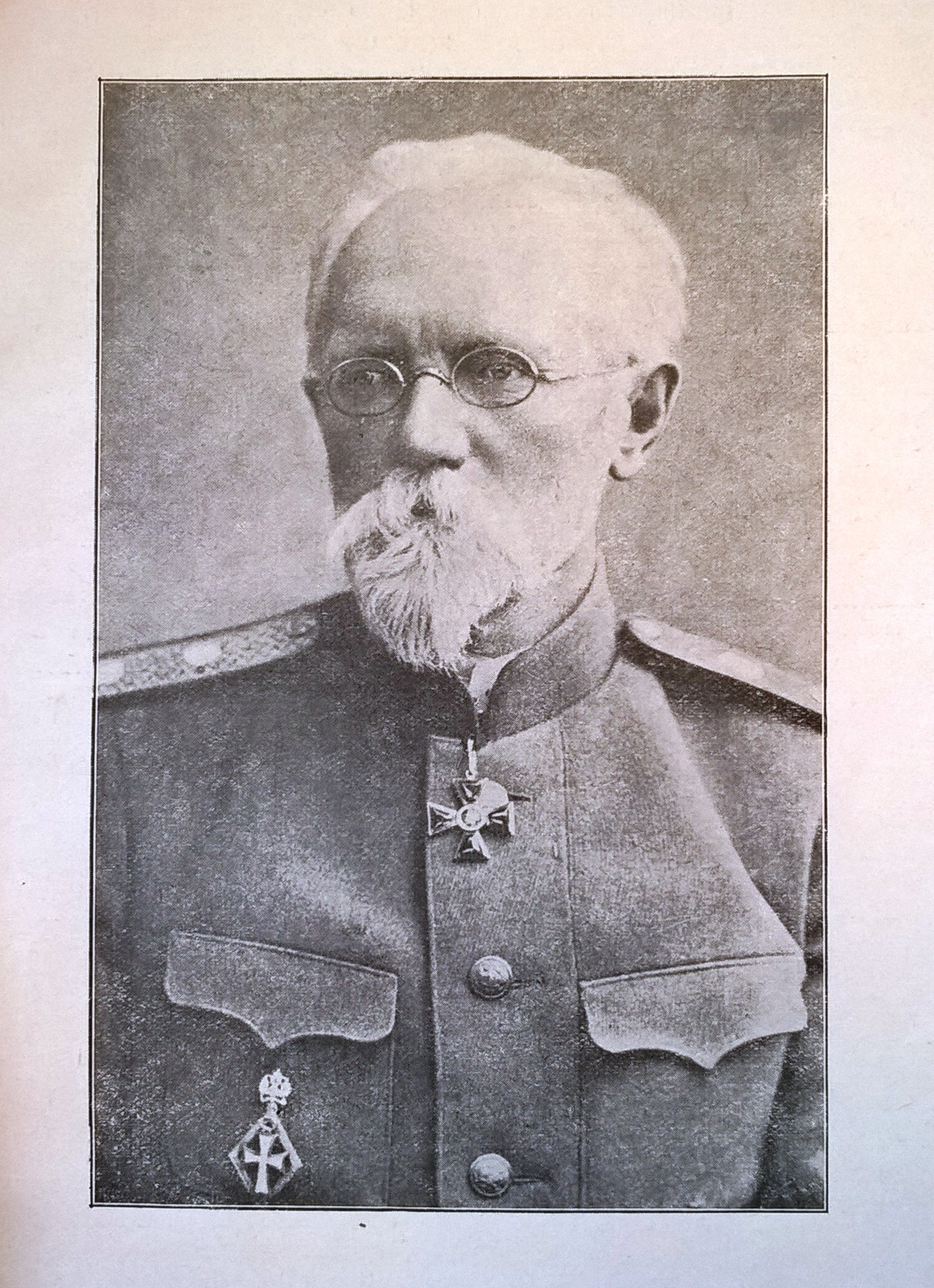
Evguéni Schmurlo
(1854–1934)

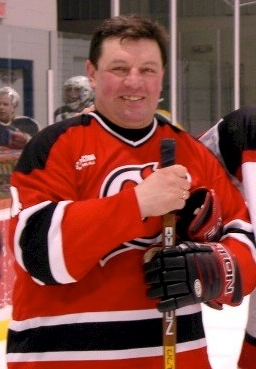
Sergueï Starikov (1958)

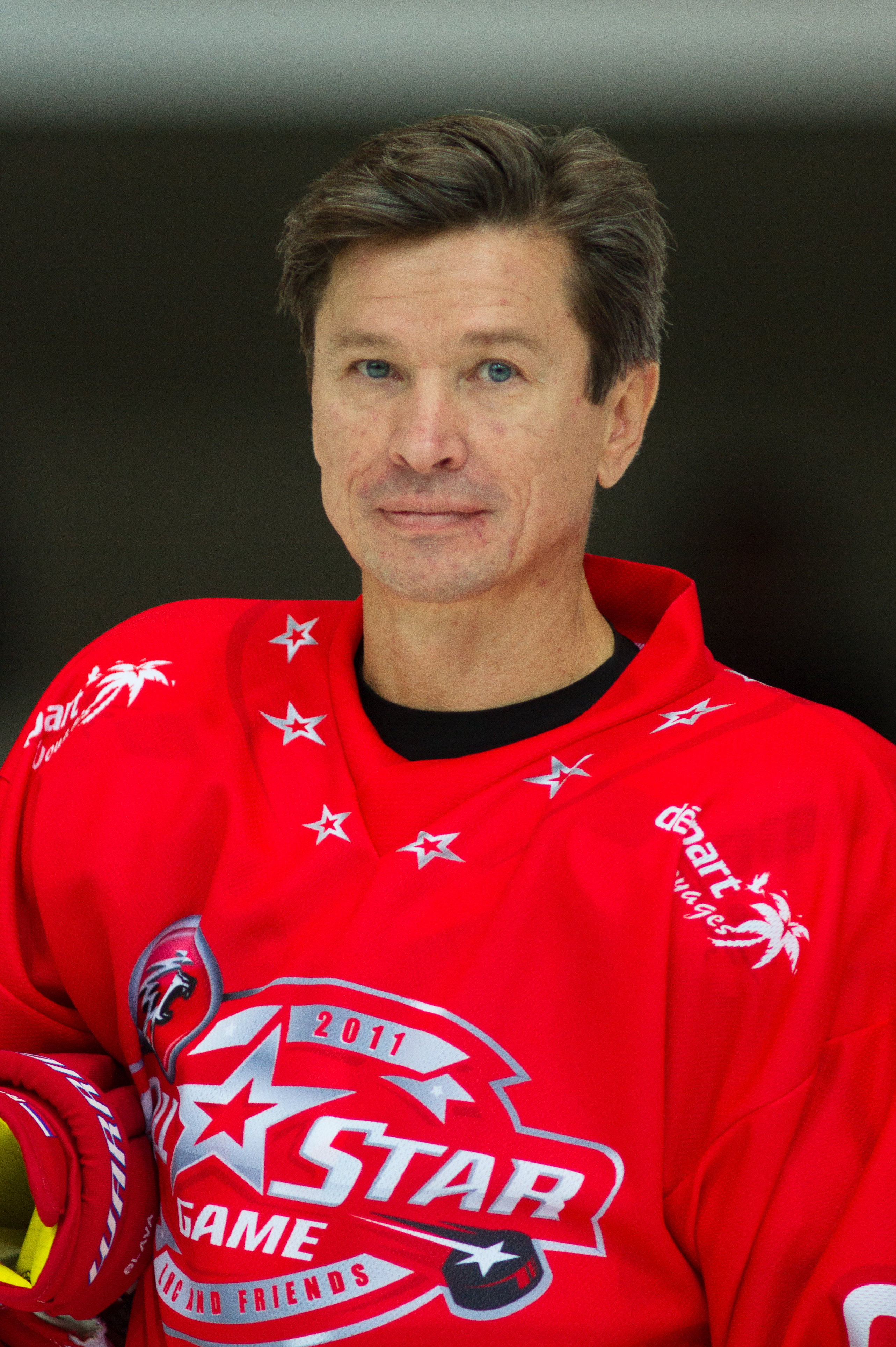
Viatcheslav Bykov (1960)

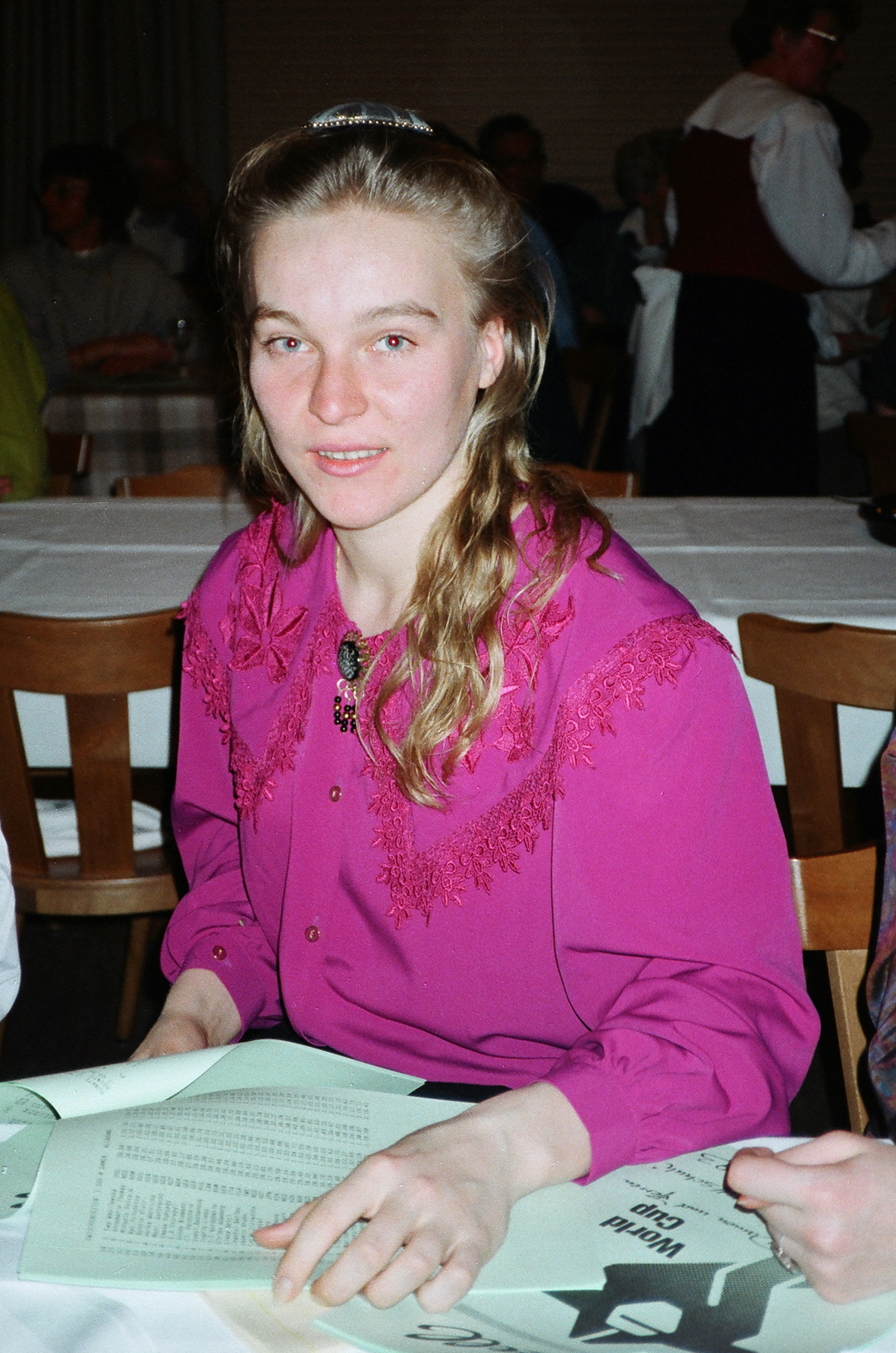
Svetlana Bajanova (1972)

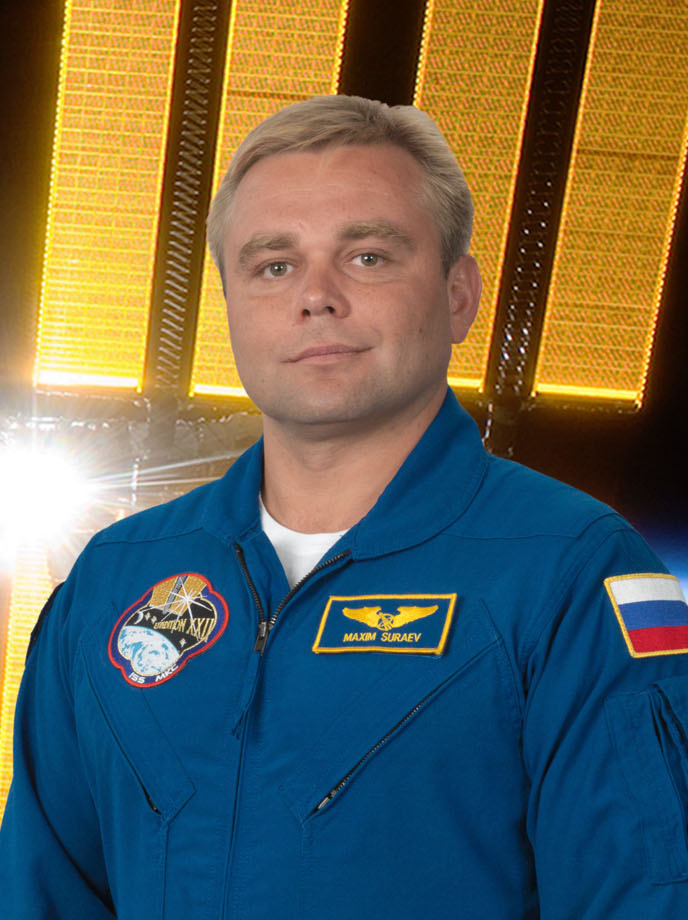
Maxime Souraïev (1972)

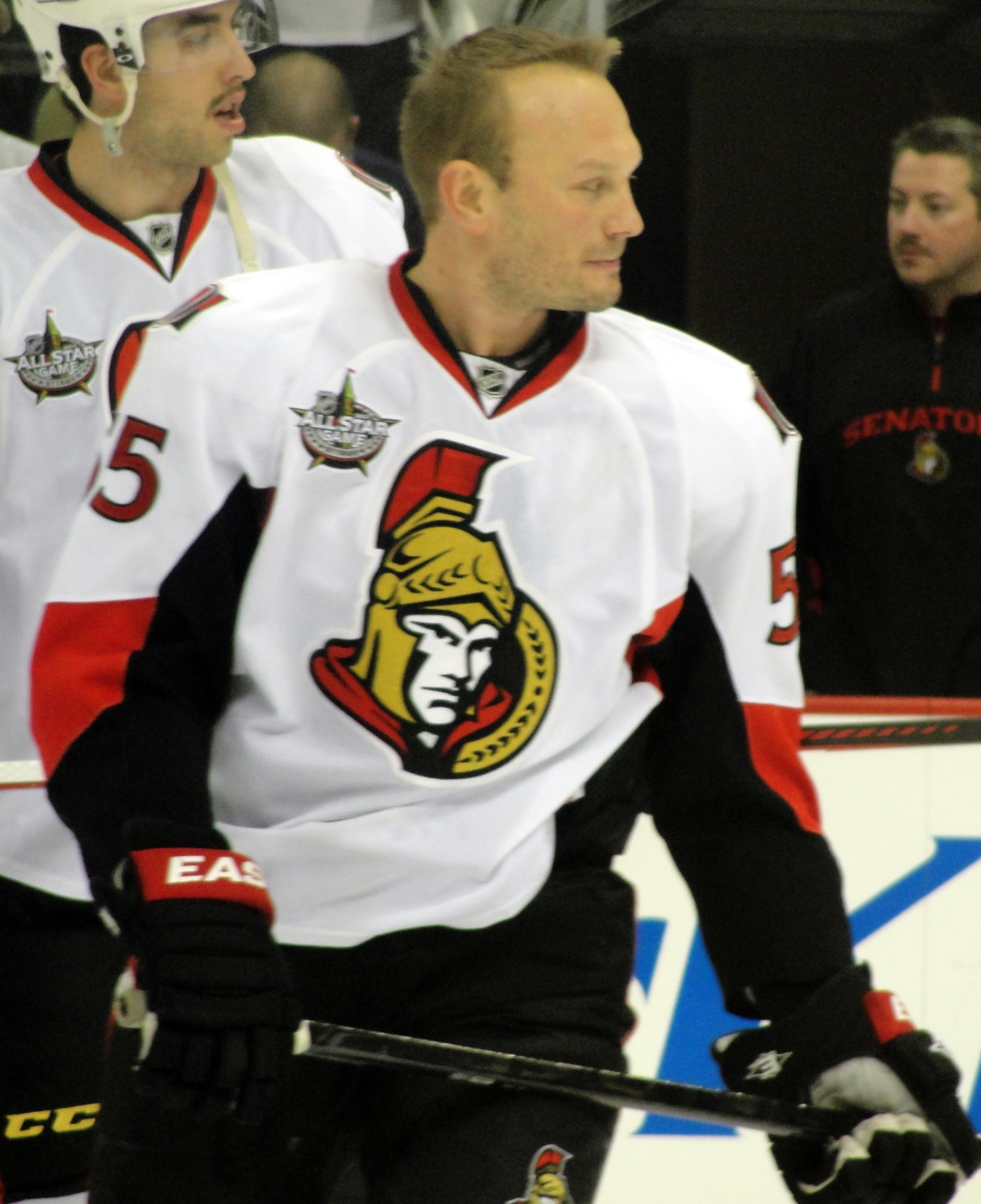
Sergueï Gontchar (1974)

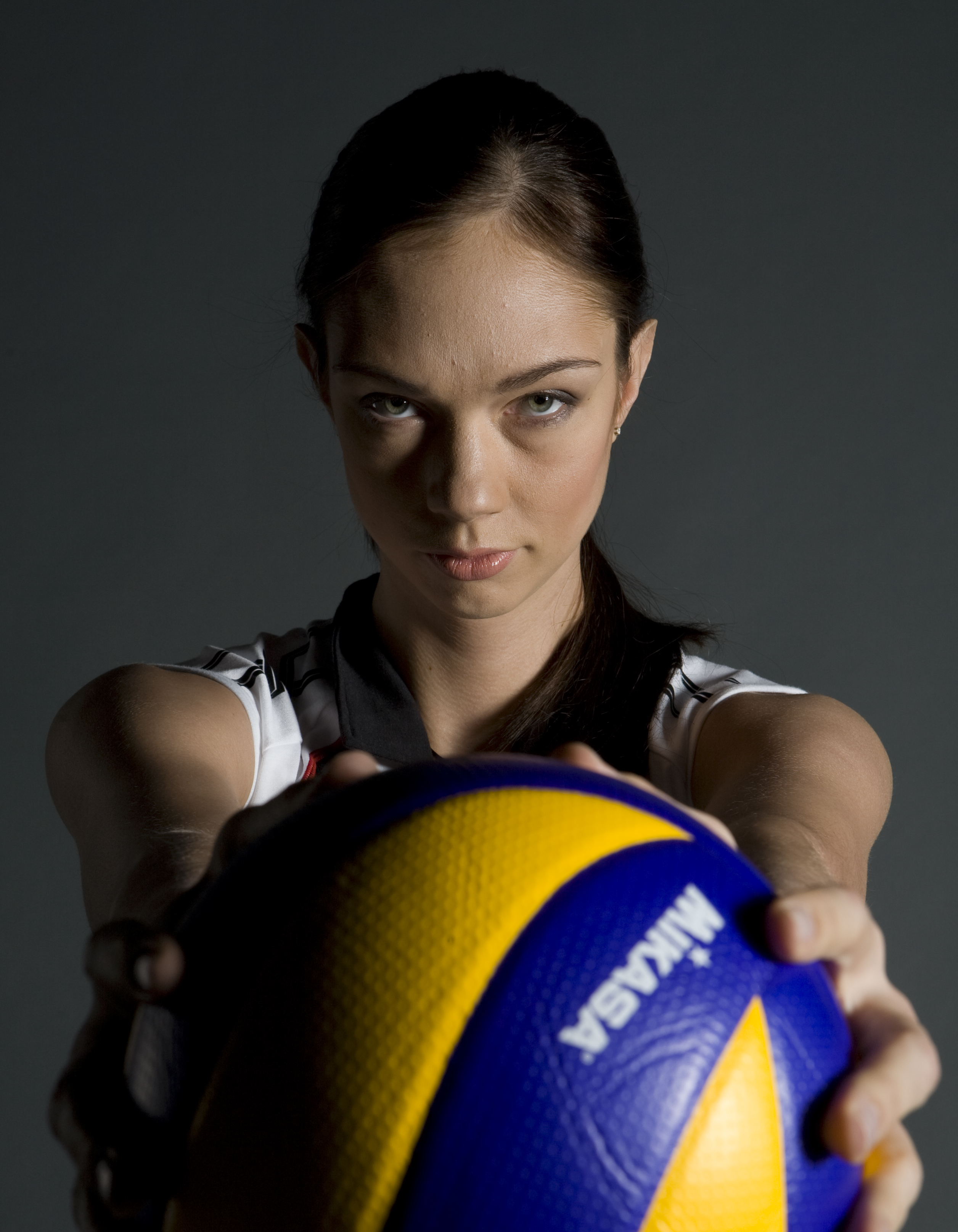
Iekaterina Gamova (1980)

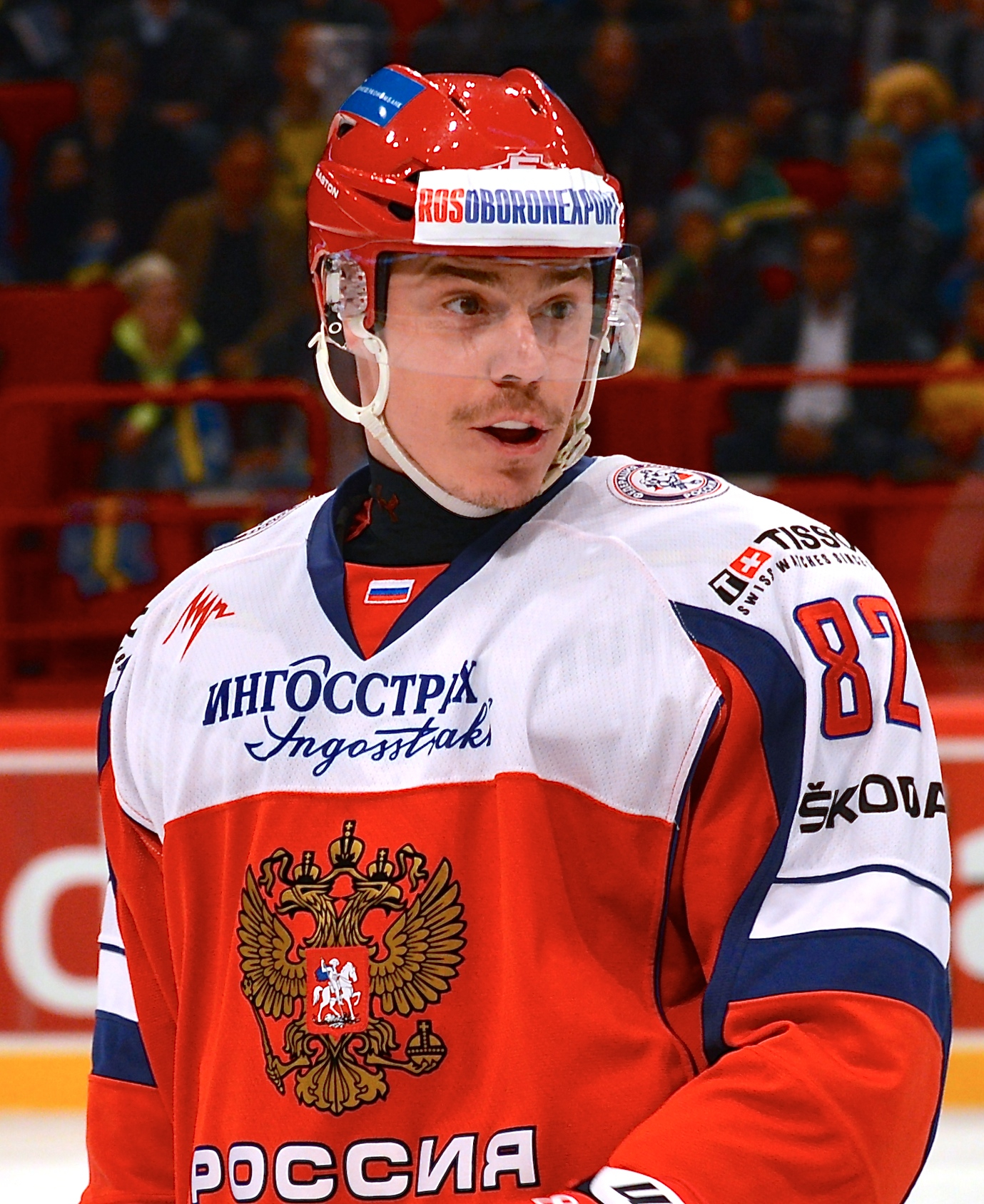
Ievgueni Medvedev (1982)

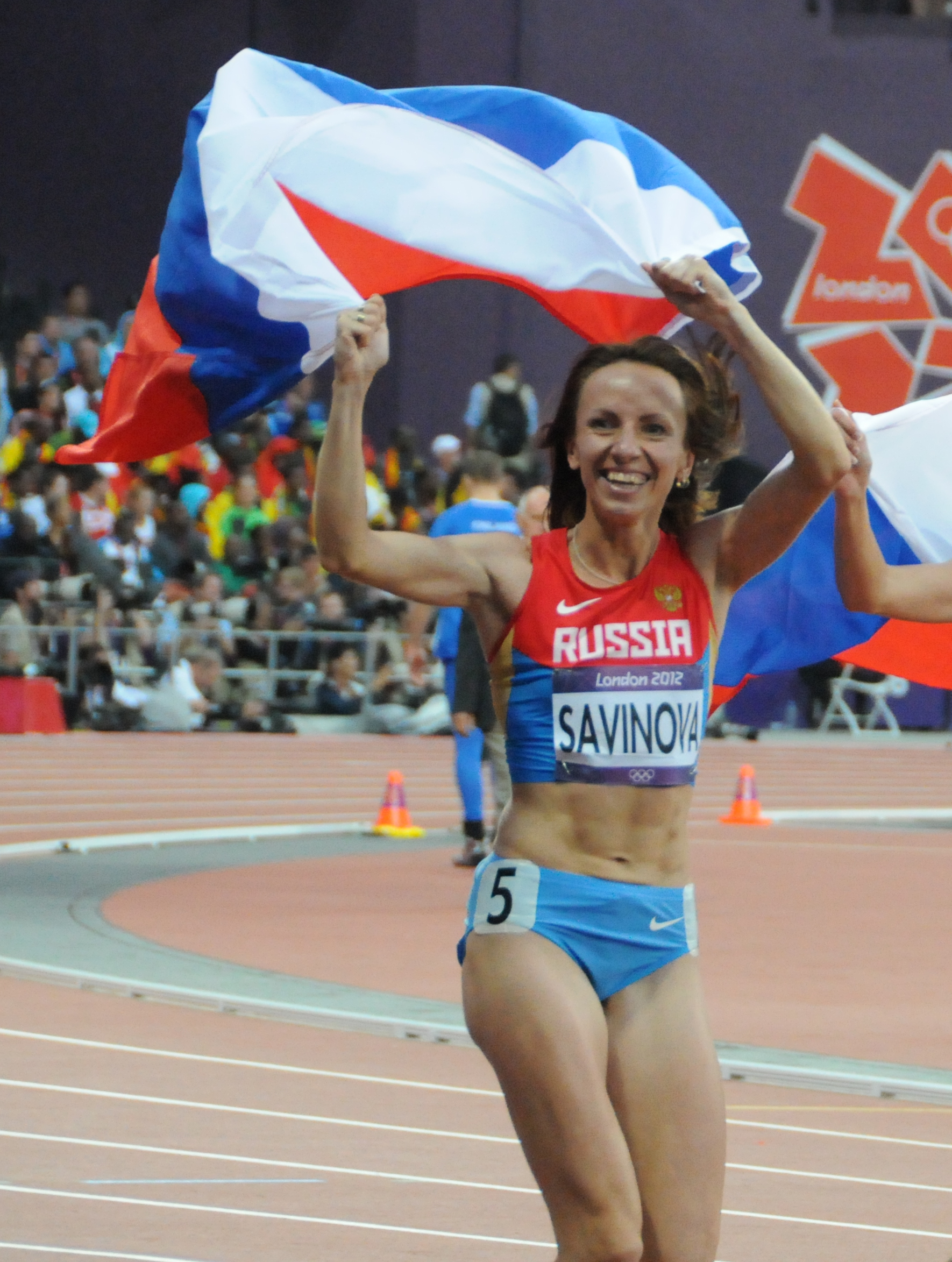
Mariya Savinova (1985)

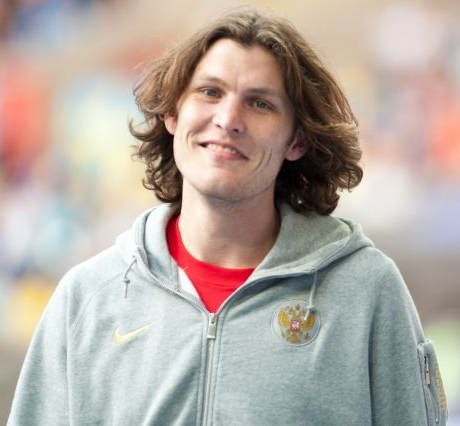
Ivan Ukhov (1986)

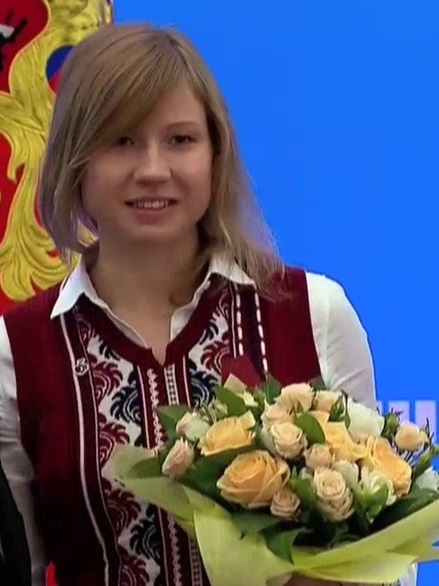
Olga Fatkulina (1990)

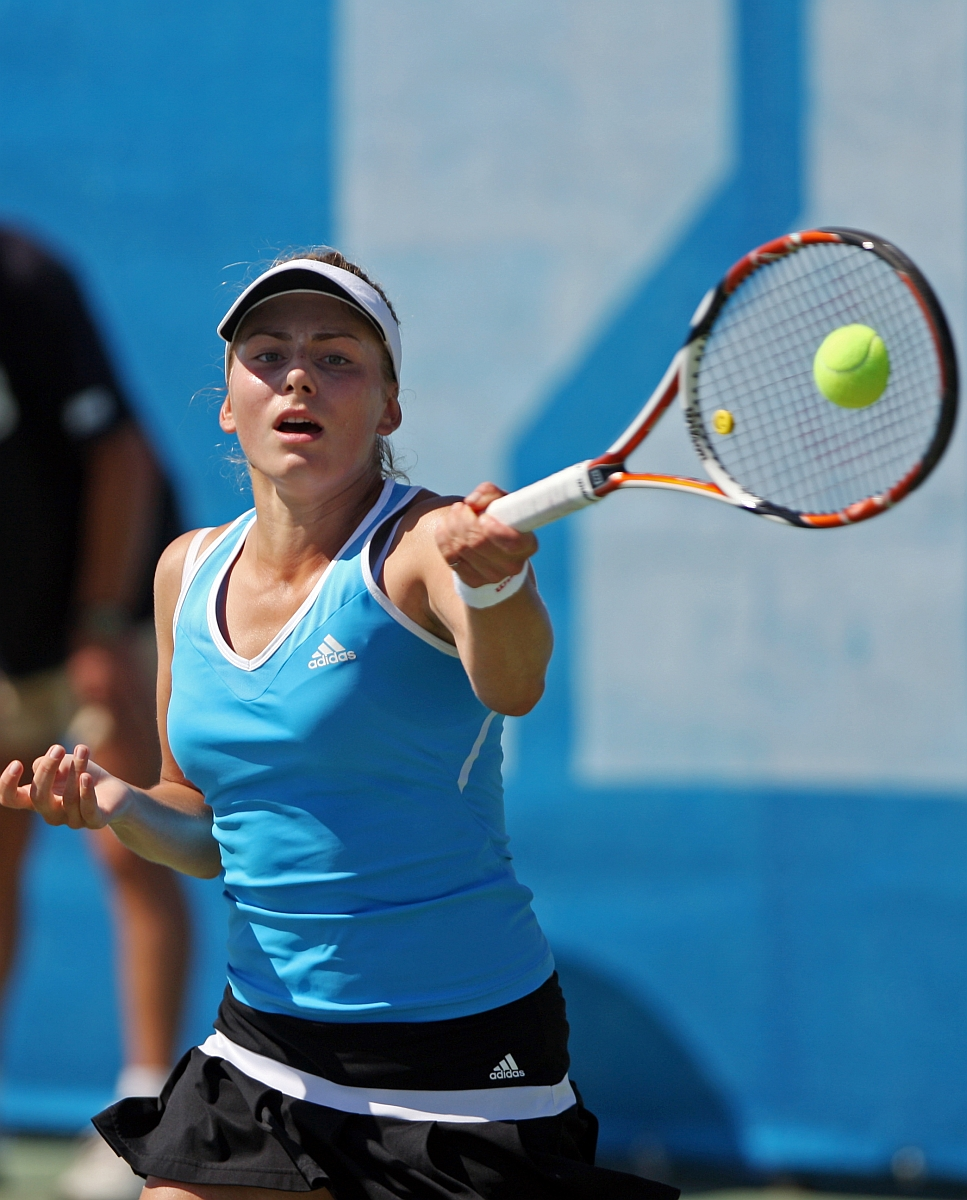
Ksenia Pervak (1991)

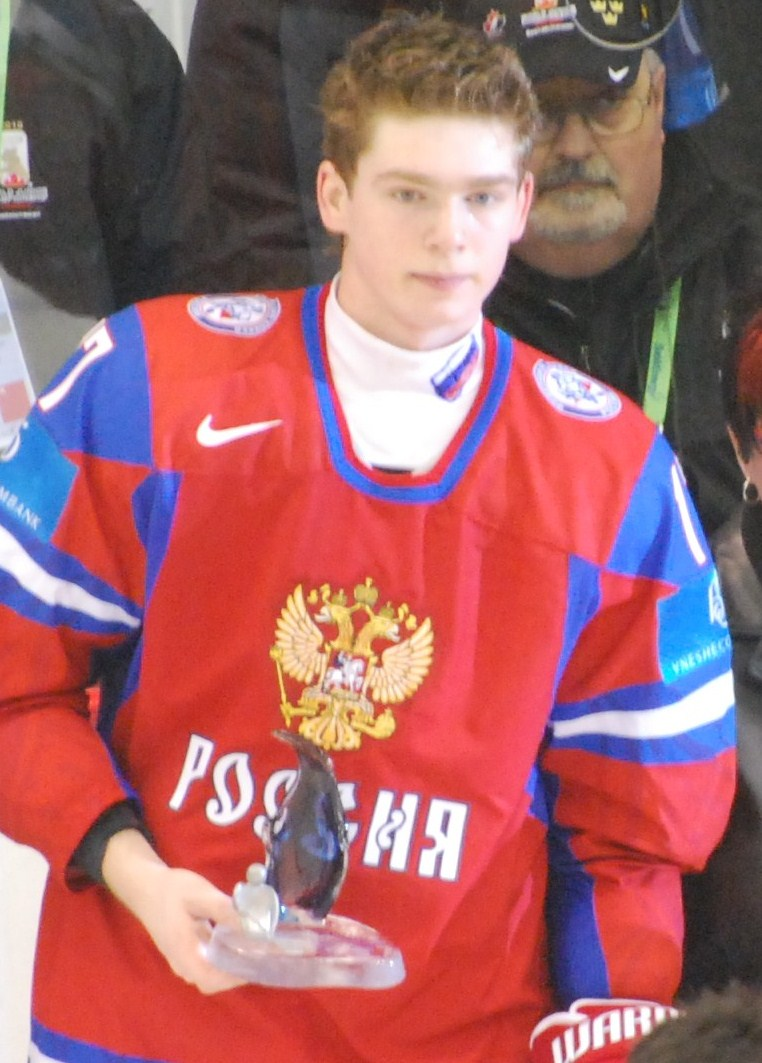
Ievgueni Kouznetsov (1992)

## XIXesiècle

### 1801–1900
- Evguéni Schmurlo (1854–1934), scientifique et historien russe
- Vladimír Szmurlo (1865–1931), espérantiste et ingénieur civil des chemins de fer russe

## XXesiècle

### 1901–1950
- Makhmout Gareïev (1923), général d'armée russe
- Guennadi Rogov (1929–1996), footballeur puis entraîneur soviétique (russe)
- Constantin Erchov (1935–1984), réalisateur, un acteur et un scénariste de films
- Tatyana Sidorova (1936), patineuse de vitesse soviétique
- Nelli Abramova (1940), joueuse soviétique de volley-ball
- Guennadi Tsygourov (1942), joueur professionnel de hockey sur glace russe devenu entraîneur
- Gennady Samosedenko (1942-2022), cavalier soviétique de saut d'obstacles.
- Vera Popkova (1943–2011), athlète russe, spécialiste du sprint
- Anatoli Kartaïev (1947), joueur professionnel de hockey sur glace russe devenu entraîneur
- Sergueï Mikhaliov (1947), joueur professionnel de hockey sur glace russe devenu entraîneur
- Nikolaï Makarov (1948), joueur professionnel de hockey sur glace russe
- Guennadi Timochtchenko (1949), joueur d'échecs soviétique puis slovaque
- Evgueny Svechnikov (1950), joueur d'échecs letton

### 1951–1960
- Piotr Prirodine (1953), joueur professionnel de hockey sur glace russe
- Sergueï Babinov (1955), joueur professionnel de hockey sur glace russe
- Viktor Khristenko (1957), homme politique russe
- Vladimir Markelov (1957), gymnaste soviétique (russe)
- Sergueï Makarov (1958), joueur de hockey sur glace russe
- Sergueï Mylnikov (1958), joueur professionnel de hockey sur glace russe
- Svetlana Nikichina (1958), joueuse de volley-ball russe
- Sergueï Starikov (1958), joueur professionnel de hockey sur glace russe devenu entraîneur
- Viatcheslav Bykov (1960), joueur professionnel russe

### 1961–1970
- Ludmila Engquist (1964), athlète russe naturalisée suédoise
- Andreï Zouïev (1964), joueur professionnel de hockey sur glace russe devenu entraîneur
- Ievgueni Davydov (1967), joueur professionnel de hockey sur glace russe
- Vadim Brovtsev (1969), homme d'affaires russe
- Sergueï Gomoliako (1970), joueur professionnel de hockey sur glace russe devenu entraîneur
- Yelena Yelesina (1970), athlète russe, pratiquant le saut en hauteur

### 1971–1975
- Oleg Davydov (1971), joueur professionnel de hockey sur glace russe devenu entraîneur
- Valeri Karpov (1971–2014), joueur professionnel de hockey sur glace russe
- Andreï Sapojnikov (1971), joueur professionnel de hockey sur glace russe
- Denis Tsygourov (1971), joueur professionnel de hockey sur glace russe
- Igor Varitski (1971), joueur professionnel de hockey sur glace russe
- Svetlana Bajanova (1972), patineuse de vitesse russe
- Aleksandr Golts (1972), joueur professionnel de hockey sur glace russe
- Eugene Roshal (1972), développeur russe
- Maxime Souraïev (1972), cosmonaute russe
- Lera Auerbach (1973), compositrice russe
- Natalia Sokolova (1973), biathlète russe et biélorusse
- Maksim Bets (1974), joueur professionnel de hockey sur glace russe
- Sergueï Gontchar (1974), joueur de hockey professionnel
- Andreï Mezine (1974), joueur professionnel de hockey sur glace russo-biélorusse
- Andreï Nazarov (1974), joueur professionnel de hockey sur glace russe devenu entraîneur
- Kostyantyn Rurak (1974), athlète ukrainien
- Aleksandr Boïkov (1975), joueur professionnel de hockey sur glace russe
- Vitali Iatchmeniov (1975), joueur professionnel de hockey sur glace russe

### 1976–1980
- Dmitri Tertychny (1976–1999), joueur professionnel de hockey sur glace russe
- Konstantin Sidoulov (1977), joueur de hockey sur glace russe
- Alekseï Tertychny (1977), joueur professionnel de hockey sur glace russe devenu entraîneur
- Anastassia Kodirova (1979), joueuse de volley-ball russe
- Staņislavs Olijars (1979), athlète letton
- Ioulia Petrova (1979), joueuse de water-polo russe
- Iekaterina Gamova (1980), joueuse russe de volley-ball
- Dmitri Kalinine (1980), joueur professionnel de hockey sur glace russe

### 1981–1985
- Danis Zaripov (1981), joueur professionnel de hockey sur glace russe
- Gulfiya Khanafeyeva (1982), athlète russe spécialiste du lancer de marteau
- Ievgueni Medvedev (1982), joueur professionnel de hockey sur glace russe
- Gueorgui Guelachvili (1983), joueur professionnel de hockey sur glace russe
- Alekseï Kaïgorodov (1983), joueur professionnel de hockey sur glace russe
- Kirill Koltsov (1983), joueur professionnel de hockey sur glace russe
- Stanislav Tchistov (1983), joueur professionnel de hockey sur glace russe
- Iekaterina Tretiakova (1984), joueuse de volley-ball russe
- Marina Akoulova (1985), joueuse de volley-ball russe
- Grigori Chafigouline (1985), joueur professionnel de hockey sur glace russe
- Igor Kournossov (1985–2013), joueur d'échecs russe
- Ioulia Morozova (1985), joueuse de volley-ball russe
- Mariya Savinova (1985), athlète russe

### 1986–1990
- Dmitriy Starodubtsev (1986), athlète russe, spécialiste du saut à la perche
- Ivan Ukhov (1986), athlète russe spécialiste du saut en hauteur, champion olympique en 2012 et champion du monde en salle en 2010
- Vadim Berdnikov (1987), joueur professionnel de hockey sur glace russe
- Aleksandr Kalianine (1987–2011), joueur professionnel de hockey sur glace russe
- Ilia Zoubov (1987), joueur professionnel de hockey sur glace russe
- Anton Glinkine (1988), joueur professionnel de hockey sur glace russe
- Andreï Popov (1988), joueur professionnel de hockey sur glace russe
- Ievgueni Dadonov (1989), joueur professionnel de hockey sur glace russe
- Ksenia Moskvina (1989), nageuse russe, spécialiste des épreuves de dos
- Mikhaïl Pachnine (1989), joueur professionnel de hockey sur glace russe
- Ievgueni Rybnitski (1989), joueur professionnel de hockey sur glace russe
- Ievguenia Startseva (1989), joueuse de volley-ball russe
- Danila Alistratov (1990), joueur professionnel de hockey sur glace russe
- Anastasia Baryshnikova (1990), taekwondoïste russe
- Olga Fatkulina (1990), patineuse de vitesse russe
- Olga Iefimova (1990), joueuse de volley-ball russe
- Konstantin Klimontov (1990), joueur professionnel de hockey sur glace russe
- Viatcheslav Voïnov (1990), joueur professionnel de hockey sur glace russe

### 1991–2000
- Anton Bourdassov (1991), joueur professionnel de hockey sur glace russe
- Nadejda Michina (1991), joueuse de volley-ball russe
- Ksenia Pervak (1991), joueuse de tennis russe
- Andrey Zubkov (1991), joueur russe de basket-ball
- Vladislav Kartaïev (1992), joueur professionnel de hockey sur glace russe
- Denis Kudryavtsev (1992), athlète russe, spécialiste du 400 mètres haies
- Ievgueni Kouznetsov (1992), joueur professionnel de hockey sur glace russe
- Yakov-Yan Toumarkin (1992), nageur israélien
- Maksim Chalounov (1993), joueur professionnel de hockey sur glace russe
- Dmitri Ismaguilov (1993), joueur de hockey sur glace russe
- Nikita Nesterov (1993), joueur professionnel de hockey sur glace russe
- Nikolaï Prokhorkine (1993), joueur professionnel de hockey sur glace russe
- Ekaterina Alexandrova (1994), joueuse de tennis russe
- Arseni Khatseï (1994), joueur professionnel de hockey sur glace russe
- Viatcheslav Osnovine (1994), joueur professionnel de hockey sur glace russe
- Valeri Nitchouchkine (1995), joueur professionnel de hockey sur glace russe
- Viktor Poltaïev (1995), joueur russe de volley-ball
- Ekaterina Efremenkova (1997), patineuse de vitesse sur piste courte russe